# Тургеневская девушка

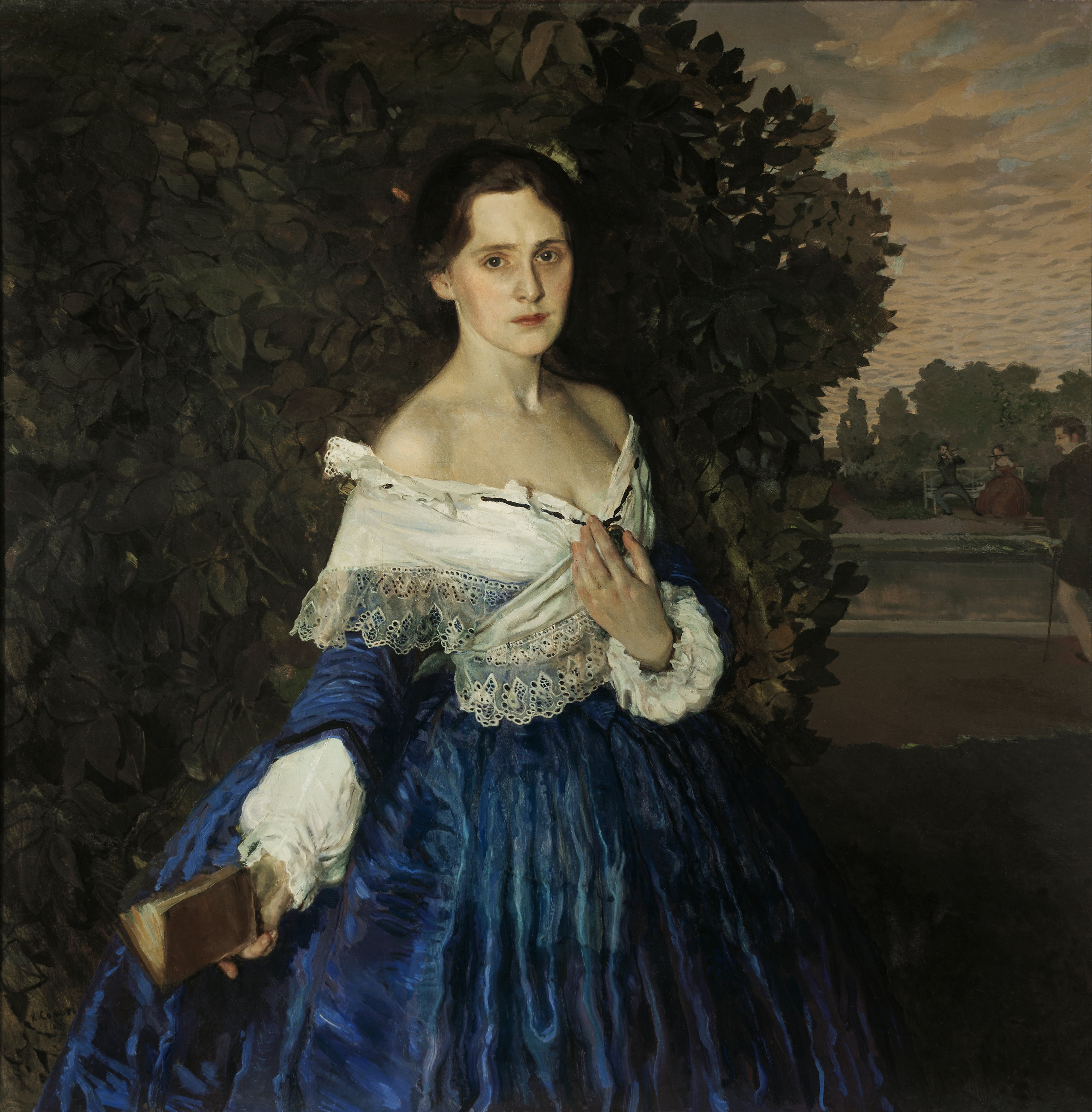
Константин Сомов. «Дама в голубом» (Портрет Е. М. Мартыновой), 1897—1900, Третьяковская галерея. Портрет написан на рубеже веков, но автор специально изобразил модель в старомодной одежде 1850-х годов, чтобы подчеркнуть её одухотворённость

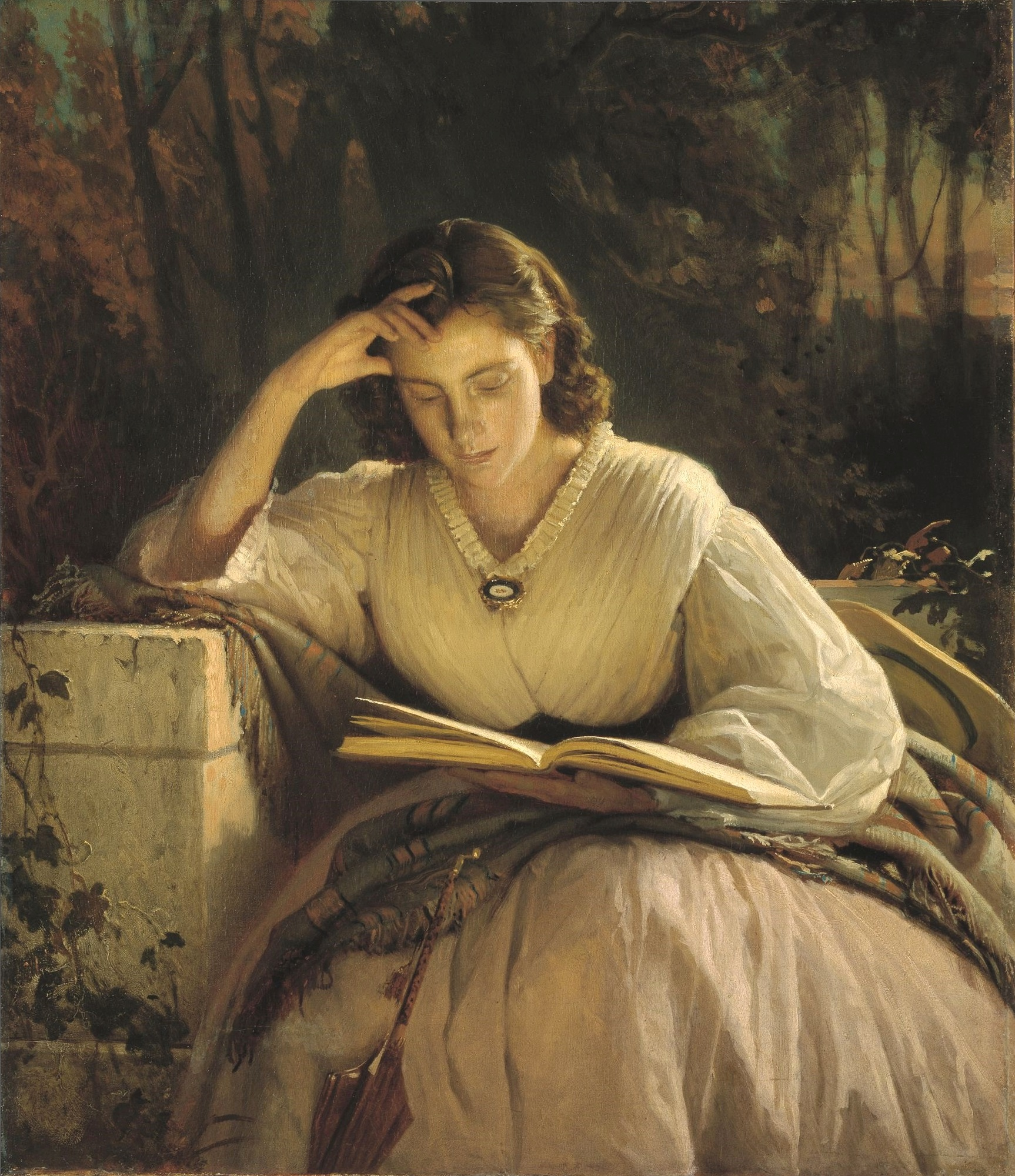
Иван Крамской. «За чтением» (Портрет Софьи Крамской, жены художника), 1863

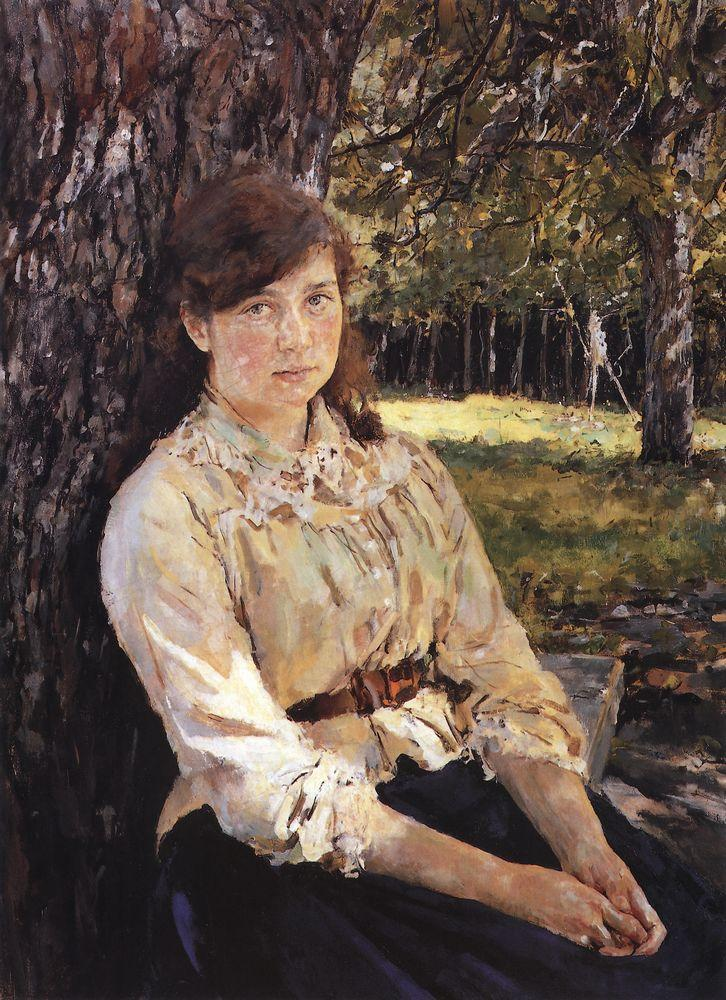
Валентин Серов. «Девушка, освещённая солнцем» (Портрет Марии Симонович), 1888, Третьяковская галерея

Турге́невская де́вушка, или тургеневская барышня, — типичная героиня произведений Ивана Тургенева, литературный тип, сформировавшийся в русской культуре на основе обобщённого образа нескольких созданных им женских персонажей в романах и повестях 1850-х — 1880-х годов.

## Характеристика
В книгах Тургенева это замкнутая, но тонко чувствующая девушка, которая, как правило, выросла на природе в глухом поместье (без тлетворного влияния светской и городской жизни), чистая, скромная и неплохо образованная. Как правило, она явный интроверт, плохо сходится с людьми, но обладает глубокой внутренней жизнью. Яркой красотой она не отличается, часто может восприниматься как дурнушка.
Она влюбляется в главного героя, оценив его истинные, не показные достоинства, желание следовать идее служения народу, и не обращает внимание на внешний лоск и богатство других претендентов на её руку. Влюбившись, она верно и преданно следует за любимым, несмотря на неприятие её выбора родителями или внешние обстоятельства.
Иногда она влюбляется в недостойного, переоценив его душевные качества. Несмотря на свою хрупкость и мечтательность, она обладает сильным характером, который может быть сначала незаметен окружающим; она ставит перед собой цель и стремится к ней, преодолевая преграды, и порой достигает намного большего, чем мужчина её круга. Её отличает огромная нравственная сила, решимость «идти до конца», жертвенность, соединённая с почти неземной мечтательностью. Тургеневские героини этого типа обычно противопоставлены автором более слабому герою, типичному «лишнему человеку», и по ходу развития сюжета демонстрируют «превосходство свежей, энергической девушки над вялым продуктом великосветской, условно-этикетной жизни». В отличие от вялых и эгоистичных лишних людей тургеневская девушка может пожертвовать собой ради любимого человека или во имя какой-либо высокой идеи. Рассудительность в ней сочетается с порывами истинного чувства; любит она упорно и неотступно. Особняком здесь стоит одержимая религией героиня романа «Дворянское гнездо» Лиза Калитина, которая, по словам Д. И. Писарева, «руководствуется инстинктом или авторитетом, создает себе призраки, изнемогает в неестественной борьбе с самыми законными своими побуждениями» и в итоге уходит в монастырь, отвергая Лаврецкого.
В современной языковой ситуации эпитет «тургеневская барышня/девушка» ошибочно употребляется для обозначения «романтической девушки; идеалистки; нежной и душевной барышни; несовременной, старомодной особы; слабой, плаксивой, сентиментальной, неприспособленной к жизни; поэтичной, нежной, лёгкой, влюблённой, изящной; романтичной и возвышенной, хрупкой и трогательной, женственной и утончённой; мгновенно краснеющей и смущающейся». Но героини Тургенева смело идут на войну (Елена в «Накануне») и в революцию (как Марианна в «Нови»). Очевидно, произошло частичное смешение с характеристиками кисейной барышни, институтки — изначально более негативных, нервных и неприспособленных к реальной жизни женских образов.

### Авторские характеристики героинь
Тургенев во многом следует пушкинскому каноническому образу русской женщины с её естественными, открытыми и яркими чувствами, которые, как правило, не находят должного отклика в мужской среде.
- Наталья Ласунская из романа «Рудин»:

…Наталья Алексеевна, с первого взгляда могла не понравиться. Она ещё не успела развиться, была худа, смугла, держалась немного сутуловато. Но черты её лица были красивы и правильны, хотя слишком велики для семнадцатилетней девушки. Особенно хорош был её чистый и ровный лоб над тонкими, как бы надломленными посередине бровями. Она говорила мало, слушала и глядела внимательно, почти пристально, — точно она себе во всём хотела дать отчёт. Она часто оставалась неподвижной, опускала руки и задумывалась; на лице её выражалась тогда внутренняя работа мыслей… Едва заметная улыбка появится вдруг на губах и скроется; большие тёмные глаза тихо подымутся… «Qu’avez-vous?» — спросит её m-lle Boncourt и начнет бранить её, говоря, что молодой девице неприлично задумываться и принимать рассеянный вид. Но Наталья не была рассеянна: напротив, она училась прилежно, читала и работала охотно. Она чувствовала глубоко и сильно, но тайно; она и в детстве редко плакала, а теперь даже вздыхала редко, и только бледнела слегка, когда что-нибудь её огорчало. Мать её считала добронравной, благоразумной девушкой, называла её в шутку: mon honnete homme de fille, но не была слишком высокого мнения об её умственных способностях. «Наташа у меня, к счастью, холодна, — говаривала она, — не в меня… тем лучше. Она будет счастлива». Дарья Михайловна ошибалась. Впрочем, редкая мать понимает дочь свою.
- Марианна Синецкая из романа «Новь» (становится революционеркой):

В сравнении с теткой Марианна могла казаться почти «дурнушкой». Лицо она имела круглое, нос большой, орлиный, серые, тоже большие и очень светлые глаза, тонкие брови, тонкие губы. Она стригла свои русые густые волосы и смотрела букой. Но от всего её существа веяло чем-то сильным и смелым, чем-то стремительным и страстным. Ноги и руки у ней были крошечные; её крепко и гибко сложенное маленькое тело напоминало флорентийские статуэтки XVI века; двигалась она стройно и легко. (…) Дяди она чуждалась, как и всех других людей. Она именно чуждалась их, а не боялась; нрав у неё был не робкий. (…) Марианна принадлежала к особенному разряду несчастных существ — (в России они стали попадаться довольно часто)… Справедливость удовлетворяет, но не радует их, а несправедливость, на которую они страшно чутки, возмущает их до дна души.
Мне не нравится томность

Ваших скрещенных рук,

И спокойная скромность,

И стыдливый испуг.

Героиня романов Тургенева,

Вы надменны, нежны и чисты,

В вас так много безбурно-осеннего

От аллеи, где кружат листы.

Никогда ничему не поверите,

Прежде чем не сочтёте, не смерите,

Никогда никуда не пойдёте,

Коль на карте путей не найдёте.

И вам чужд тот безумный охотник,

Что, взойдя на нагую скалу, 

В пьяном счастье, в тоске безотчётной 

Прямо в солнце пускает стрелу.

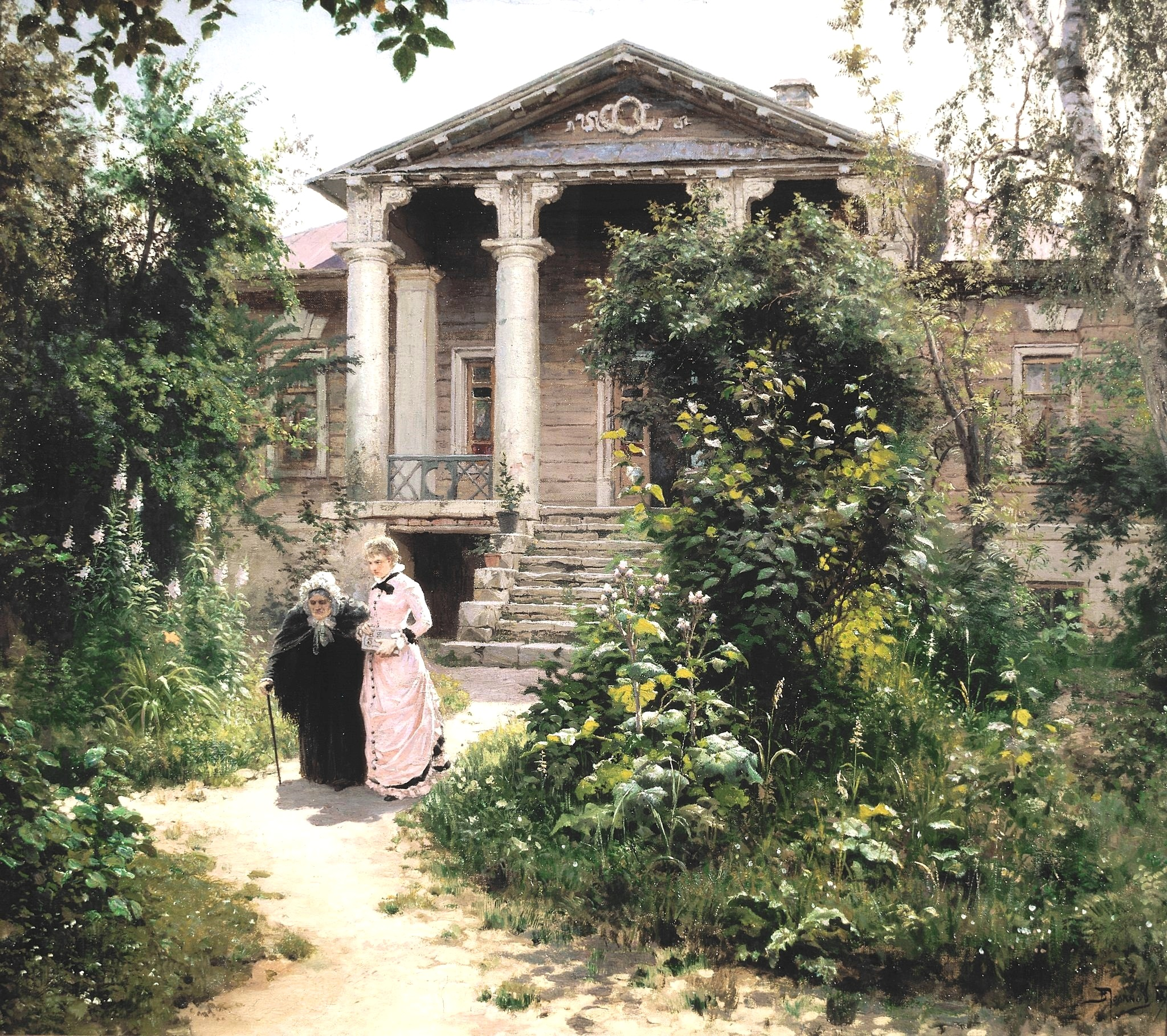
Василий Поленов. «Бабушкин сад», 1878

- Елена Стахова из романа «Накануне» (следует за мужем в Болгарию на освободительную борьбу с турками):

Ей недавно минул двадцатый год. Росту она была высокого, лицо имела бледное и смуглое, большие серые глаза под круглыми бровями, окружённые крошечными веснушками, лоб и нос совершенно прямые, сжатый рот и довольно острый подбородок. Её тёмно-русая коса спускалась низко на тонкую шею. Во всём её существе, в выражении лица, внимательном и немного пугливом, в ясном, но изменчивом взоре, в улыбке, как будто напряжённой, в голосе, тихом и неровном, было что-то нервическое, электрическое, что-то порывистое и торопливое, словом, что-то такое, что не могло всем нравиться, что даже отталкивало иных. Руки у ней были узкие, розовые, с длинными пальцами, ноги тоже узкие; она ходила быстро, почти стремительно, немного наклоняясь вперед. Она росла очень странно; сперва обожала отца, потом страстно привязалась к матери и охладела к обоим, особенно к отцу. (…) Слабость возмущала её, глупость сердила, ложь она не прощала «во веки веков»; требования её ни перед чем не отступали, самые молитвы не раз мешались с укором. Стоило человеку потерять её уважение, — а суд произносила она скоро, часто слишком скоро, — и уж он переставал существовать для неё. Все впечатления резко ложились в её душу; не легко давалась ей жизнь. (…) Елена слушала его внимательно и, обернувшись к нему вполовину, не отводила взора от его слегка побледневшего лица, от глаз его, дружелюбных и кротких, хотя избегавших встречи с её глазами. Душа её раскрывалась, и что-то нежное, справедливое, хорошее не то вливалось в её сердце, не то вырастало в нём.
10.

И там вдали, где роща так туманна,

Где луч едва трепещет над тропой,-

Елена, Маша, Лиза, Марианна,

И Ася, и несчастная Сусанна -

Собралися воздушною толпой.

11.

Знакомые причудливые тени,

Создания любви и красоты,

И девственной и женственной мечты,-

Их вызвал к жизни чистый, нежный гений,

Он дал им форму, краски и черты.

12.

Не будь его, мы долго бы не знали

Страданий женской любящей души,

Её заветных дум, немой печали;

Лишь с ним для нас впервые прозвучали

Те песни, что таилися в тиши.

13.

Он возмутил стоячих вод молчанье,

Запросам тайным громкий дал ответ,

Из тьмы он вывел женщину на свет,

В широкий мир стремлений и сознанья,

На путь живых восторгов, битв и бед.
- Елизавета Калитина из романа «Дворянское гнездо» (отличие от других героинь этого типа — в особенной религиозности. Потерпев неудачу в любви, уходит в монастырь).

Вся проникнутая чувством долга, боязнью оскорбить кого бы то ни было, с сердцем добрым и кротким, она любила всех и никого в особенности; она любила одного Бога восторженно, робко, нежно. Лаврецкий первый нарушил её тихую внутреннюю жизнь" (…) "Славная девушка, что-то из неё выйдет? Она и собой хороша. Бледное, свежее лицо, глаза и губы такие серьёзные, и взгляд честный и невинный. Жаль, кажется, она восторженна немножко".

- Лиза из повести «Дневник лишнего человека».
- Вера из рассказа «Фауст».
- Ася из повести «Ася» (самая неуравновешенная из героинь этого типа):

Девушка, которую он назвал своей сестрой, с первого взгляда показалась мне очень миловидной. Было что-то своё, особенное, в складе её смугловатого, круглого лица, с небольшим тонким носом, почти детскими щёчками и чёрными, светлыми глазами. Она была грациозно сложена, но как будто не вполне ещё развита. (…) Ася сняла шляпу; её чёрные волосы, остриженные и причёсанные, как у мальчика, падали крупными завитками на шею и уши. Сначала она дичилась меня. (…) Я не видел существа более подвижного. Ни одно мгновение она не сидела смирно; вставала, убегала в дом и прибегала снова, напевала вполголоса, часто смеялась, и престранным образом: казалось, она смеялась не тому, что слышала, а разным мыслям, приходившим ей в голову. Её большие глаза глядели прямо, светло, смело, но иногда веки её слегка щурились, и тогда взор её внезапно становился глубок и нежен.

### Критики о тургеневских девушках

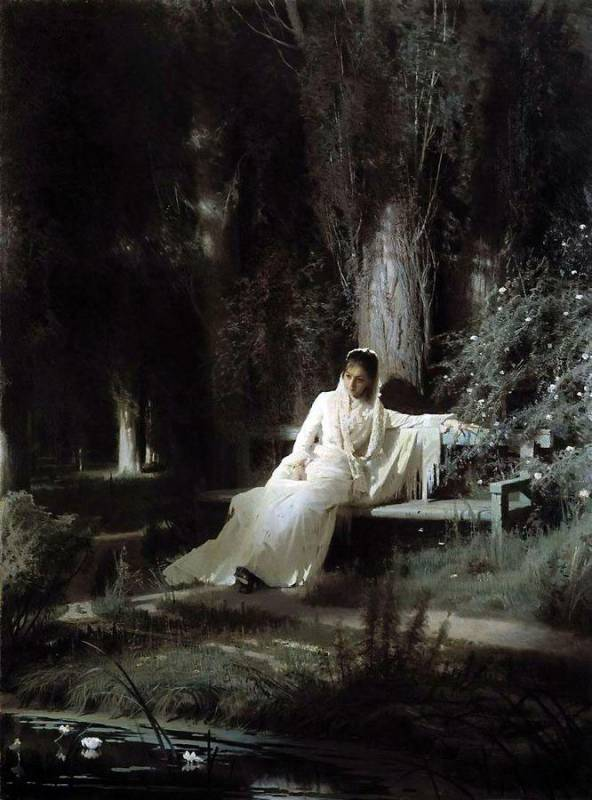
Иван Крамской. «Лунная ночь», 1880

Осмысление «тургеневских девушек» началось уже в критических статьях современных Тургеневу критиков. Яркие характеристики героинь этого типа даны в статье Д. И. Писарева «Женские типы в романах и повестях Писемского, Тургенева и Гончарова» (1861).
«…стоит напомнить характеристику, которую дал Асе — одной из самых ярких тургеневских фигур — Александр Островский. Он заметил, что у этой девушки — „золотуха, загнанная внутрь“. И она, и Елена (жена Инсарова), и Одинцова (предмет любви Базарова) при всей своей экспрессии наделены теми же проблемами, что и тургеневские юноши, — они не в состоянии совладать с собственной аффективностью, не способны присвоить силы экспрессии, для этого им необходим, в качестве протеза-посредника мужчина, в которого они инвестируют свою либидозную энергию. Сама по себе подобная трактовка женщины не является специфической особенностью Тургенева, мы находим такие фигуры у Жорж Санд, оказавшей вообще огромное влияние на русскую литературу середины века. Специфика тургеневской девушки выявляется только на фоне её связей с тургеневским юношей».
В статье «Символы красоты у русских писателей» (1909) Иннокентий Анненский писал об однообразии отношения Тургенева к женской красоте. Он иронически сравнивает тургеневскую женщину с былинной поляницей, которая, будучи грандиозных размеров, сажает богатыря в карман и предлагает ему «сотворить с ней любовь», после чего богатырь гибнет: «Богатырь, посаженный в женский карман, да ещё вместе с лошадью, вот настоящий символ тургеневского отношения к красоте».
«…В своих романах Тургенев, рисуя женские образы, преследует два начала в русской женщине. Это общечеловеческое начало (Лиза из „Дворянского гнезда“) и активное начало, присущее времени (Наталья из „Рудина“ и Елена из „Накануне“). И. Тургенев довольно глубоко прослеживает два типа женского характера. Как уже упоминалось выше, ещё Пушкин подчеркивал в женщине нравственные преимущества силы, цельные и чистые характеры, ставившие её выше „лишних людей“ дворянской интеллигенции. Тургенев углубляет и развивает это противоречие, противопоставление. „Сколько ты ни стучись природе в дверь, не отзовётся она понятным словом, потому что она немая… Живая душа — та отзовётся, и по преимуществу женская душа“. Приведенные здесь слова Шубина из первой главы „Накануне“ оправдываются всеми тургеневскими романами. Именно Наталья „отзывается“ на призыв Рудина; именно Лизу больше всего взволновала жизненная драма Лаврецкого, и она ответила на его любовь; именно Елена, оставив близких и родину, пошла вместе с Инсаровым на борьбу. (…) Почти везде у Тургенева в любви инициатива принадлежит женщине; её боль сильнее и кровь горячее, её чувства искренне, преданнее, нежели у образованных молодых людей. Русская женщина всегда ищет героев, она повелительно требует подчинения силе страсти. Сама она чувствует себя готовой к жертве и требует её от другого; когда её иллюзия насчёт героя исчезает, ей не остается ничего иного, как быть героиней, страдать, действовать. Романист наделяет своих героинь чертами пленительной женственности, сказывающейся не только в милой внешности, но и в душевной мягкости и грации. (…) Деликатность здесь не означает бесхарактерности. Отличительная особенность женских образов Тургенева в том именно и состоит, что при своей внешней мягкости они сохраняют полную непримиримость в отношении воспитавшей их консервативной среды. (…) Во всех них „огонь“ горит вопреки их родным, их семьям, только и думающим о том, как бы этот огонь затушить. Все они независимы и живут „собственной своею жизнию“».
«Герои Тургенева схематичны, а знаменитые тургеневские женщины вызывают любые чувства, кроме желания с ними познакомиться» — Сергей Довлатов.